# Trioza pulla
Trioza pulla är en insektsart som beskrevs av Leonard D. Tuthill 1939. Trioza pulla ingår i släktet Trioza och familjen spetsbladloppor. Inga underarter finns listade i Catalogue of Life.